# پرسمی کلاه‌دار
پرسمی کلاه‌دار یا پیتویی کلاه‌دار (نام علمی: Pitohui dichrous) نام یک گونه از سرده پیتویی است.